# Pierre Gautron
Pierre Gautron, mort le 11 août 1935 à Brest, est un ouvrier métallurgiste de l'arsenal de Brest blessé mortellement place Guyot par François Eslan, sergent du 2e régiment d'infanterie coloniale, le lendemain d'une manifestation ouvrière à Brest.

## Biographie

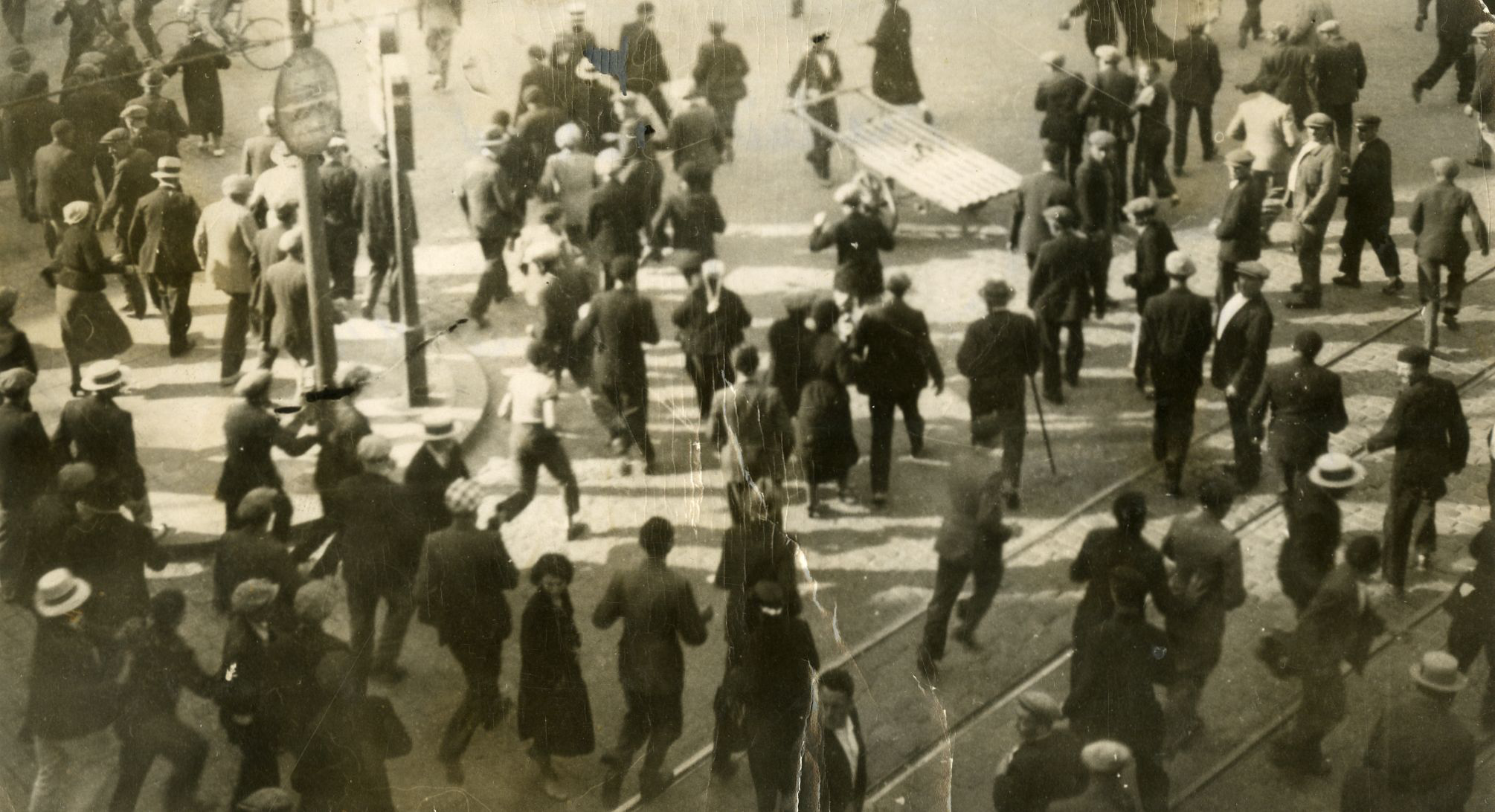
Manifestants fuyant devant une charge de la police à Brest le 6 août 1935.

Pierre Gautron, âgé d'une vingtaine d'années, est tué en marge des émeutes d'août 1935 des bases navales de Brest et de Toulon opposées à un décret-loi du gouvernement Laval abaissant de 3 à 10 % les dépenses de l’État en août 1935. Ces manifestations dégénèrent en émeute et les affrontements avec la police provoquent de nombreux morts et blessés,.
Le soir du 10 août 1935, une altercation a lieu entre Pierre Gautron et des amis à lui contre des sous-officiers de marine. Le sergent Eslan invoque la légitime défense et tire à bout portant. Pierre Gautron décède le 11 août 1935 .
Le sergent commandait le détachement qui surveillait le croiseur Dunkerque amarré à l'Arsenal de Brest au moment des manifestations. Il fut remis en liberté provisoire quelques jours plus tard même si un doute plane sur la préméditation de son geste.